# Pork and Beans
"Pork and Beans" (em português: Porco e Feijões) é uma canção da banda americana de rock alternativo Weezer, lançada como primeiro single do sexto álbum da banda, Weezer (The Red Album). Foi lançada na sua forma original no dia 24 de Abril de 2008. A música estreou-se no 19.º lugar no Modern Rock Chart da revista musical americana Billboard, passando sete semanas no 1.º lugar da tabela. No geral, a crítica gostou da música, destacando o refrão e a letra. Vários analistas, como David Ritter da Cokemachineglow e Ehren Gresehover da New York Magazine, acharam também que a música soava de forma parecida com as músicas dos álbuns anteriores dos Weezer, especialmente com The Blue Album (1994) e Pinkerton (1996). A música foi representada em países como o Canadá, Irlanda e Reino Unido, tal como nos Estados Unidos, sendo o single dos Weezer mais bem sucedido até hoje.
O videoclipe da música, que incorpora várias "celebridades" do Youtube com a banda, teve a sua estreia no Youtube e foi um dos videos mais populares nas semanas seguintes ao seu lançamento. O videoclipe venceu um Grammy na categoria de "Melhor Videoclipe Curto" nos 51.º Grammy Awards.

## Escrita e Inspiração
Rivers Cuomo, vocalista principal e guitarrista dos Weezer, escreveu a música em reacção a uma reunião com os executivos da Geffen, que disseram aos membros da banda que eles precisavam de gravar mais material comercial. Cuomo afirmou, "Saí de lá muito zangado. Mas, ironicamente, isso levou-me a escrever outra música". David Ritter especulou que a música era "anulada por uma capitulação grossista de ir para casa escrever o dito material comercial" ou "uma tentativa calculada de impulsionar vendas recorde por um enrolamento de falso desafio em papel bonito". Jacknife Lee produzir a música com a banda no início de 2008 naquela que foi a terceira e última sessão de gravação para o álbum. As várias referências à cultura popular na música são ditas para serem uma "declaração de desafio" de acordo com Ritter, que mais tarde descreve-a como um "hino anti-hino" que abre um "amplo espaço para a exploração crítica daquilo que significa ser uma banda envelhecida num sistema de uma gravadora poderosa".

## Composição
De acordo com o realizador do videoclipe de "Pork and Beans", a música ilustra "a ideia de seres tu próprio, de seres feliz com quem tu és". Nas anotações do álbum, Cuomo compara isto com a música de Timbaland, "Na realidade a sonoridade da música parece-se com o tipo de produção do Timbaland; ele tem um pequeno bébé a chorar tipos de sons". Uma referência a Timbaland é também feita no segundo verso com a deixa:
(Inglês) - "Timbaland knows the way to reach the top of the chart; Maybe if I work with him I can perfect the art."
(Português) - "O Timbaland sabe a maneira de atingir o topo da tabela; Talvez se trabalhar com ele possa ser que aperfeiçoe a arte."
A música tem outras referências a items da cultura popular como o produto usado contra a queda de cabelo Rogaine ou os óculos de sol Oakley. De acordo com Ritter a música contém uma "guitarra acústica Scorcho", mas diz que, juntamente com os "toques cintilantes no teclado" e os "guinchos e guinchos", têm pouco efeito sobre a música e que eles mal se registam no topo das mais notáveis vozes e power chords.

## Recepção
A música foi geralmente bem recebida e os fãs gostaram. Muitos críticos estavam satisfeitos com a recuperação para a forma inicial do som power pop da banda, o qual está representado nos álbuns The Blue Album (1994) e Pinkerton (1996). O escritor da Pitchfork Media Marc Hogan deu à música uma crítica positiva e descreveu-a como "um rock cativante, de referência, com guitarras 'cortantes' e grandes refrões dos dias de glória dos Weezer, e aquele 'à vontade' assumido e familiar". Simon Vozick-Levinson da Entertainment Weekly também deu à música uma crítica positiva, "Aquela ideia musical para a guitarra é puro ouro, tanto que eu não me foquei pelas letras inteligentes de Rivers Cuomo ao início". A Stereogum estava também impressionada com a música e afirmou que esta era "doce, dose saborosa de auto-referência, humilde ao rock dos Weezer... Este material tem uma sonoridade muito familiar numa boa, boa maneira". A revista NME descreveu a música como sendo "o melhor refrão [de Cuomo] em tempos". 
Em termos de performance nas tabelas, "Pork and Beans" é o single com mais sucesso dos Weezer na sua carreira de 16 anos até à altura. A música atingiu o n.º 1 da Billboard Hot Modern Rock Tracks logo na sua terceira semana nas tabelas. Tornou-se assim a nona música no Top 10 e a terceira música a atingir o n.º 1, tendo ficado 11 semanas no primeiro lugar da respectiva tabela, tornando-se uma das 17 músicas a durar mais de 10 semanas ou mais no primeiro lugar e uma das três músicas a duras onze semanas no 1.º lugar, nessa mesma tabela. Tornou-se também no single com a mais rápida ascensão de sempre, atingindo o primeiro lugar nuns meros 11 dias após o seu lançamento. A música estreou-se no n.º 39 da Billboard Hot Mainstream Rock Tracks, no qual atingiu o n.º 25 e estreou-se no Billboard Hot 100 no 84.º lugar com 17000 downloads da música no iTunes, no qual atingiu o 64.º lugar. "Pork and Beans" ficou no 1.º lugar no Edge Top 102 Songs of 2008 da 102.1. Esta música ficou no n.º 30 na tabela dos 100 Best Songs of 2008 da revista Rolling Stone. 
A música apresenta-se nos trailers dos filmes de 2009 Yes Man (em Portugal: Sim!) e Whip It!, e é uma música jogável por download na série de videojogo Rock Band. É também uma música apresentada no Dance Dance Revolution Hottest Party 3.

## Vídeo musical
O vídeo musical de "Pork and Beans" foi realizado por Mathew Cullen da companhia de produção de vídeos Motion Theory e foi primeiro lançado no YouTube a 23 de Maio de 2008. O vídeo apresenta várias adaptações de fenómenos da Internet. Muitas celebridades do Youtube juntaram-se à banda para a filmagem do vídeo, incluindo Mark Allen Hicks (o "Afro Ninja"), Gary Brolsma, Tay Zonday, Chris Crocker, Caitlin Upton, Liam Kyle "Kelly" Sullivan, Kicese, Ryan Wieber, Michael "Dorkman" Scott, Judson Laipply e Fritz Grobe e Stephen Voltz a fazerem as erupções de Diet Coke e Mentos. Para além destas contribuições, o vídeo faz referência a outras personalidades do YouTube como Kevin Federline e Lim Jeong-hyun. Outros vídeos satirizados incluem o Esquilo Dramático e Mini Moni, paródias aos anúncios de serviço público do G.I. Joe em que apanha óculos da Rayban, "All Your Base Are Belong to Us", a Banana Dançante, "Will It Blend?", a dança do Soulja Boy, "Daft Hands" e "Daft Bodies", o Panda que Espirra, Charlie the Unicorn, o Bebé Dançante juntamente com efeitos especiais pobres do Pato Donald e King Kong e um OVNI falso visto no Haiti.